# Сербаиси
Сербаиси (груз. სერბაისი) — село в Грузии, на территории Харагаульского муниципалитета края (мхаре) Имеретия.

## География
Село находится в западной части Грузии, на левом берегу реки Ваханисцкали (левый приток Чхеримелы), на расстоянии 17 километров к юго-востоку от посёлка городского типа Харагаули, административного центра муниципалитета. Абсолютная высота — 603 метра над уровнем моря.

## Население
По результатам официальной переписи населения 2014 года, в Сербаиси проживало 165 человек (83 мужчины и 82 женщины). В национальной структуре населения грузины составляли 100 %.
| Год  | Население, человек |
| ---- | ------------------ |
| 2002 | 233                |
| 2014 | ↘ 165              |